# Pinóquio (quadrinhos)
Pinóquio é um romance gráfico criado pelo artista francês Winshluss tendo como inspiração o livro de mesmo nome, embora não seja uma adaptação (apenas elementos da história original estão presentes). Nesta HQ, Pinóquio é um robô criado para ser uma máquina de guerra. Ele está inserido em um mundo corrupto e sujo. A história é quase toda sem texto, com exceção apenas das falas da barata Jimmy Cafard (equivalente ao Grilo Falante da história original). O livro ganhou o prêmio de melhor álbum no Festival de Angoulême de 2009 e sua edição brasileira (publicada pela editora Globo) ganhou o Troféu HQ Mix de 2013 na categoria "melhor edição especial estrangeira".